# Andrijan Grigorjewitsch Nikolajew
Andrijan Grigorjewitsch Nikolajew (tschuwaschisch und russisch Андриян Григорьевич Николаев, wissenschaftliche Transliteration Andrijan Grigorjevič Nikolaev; * 5. September 1929 in Schorschely, Tschuwaschische ASSR; † 3. Juli 2004 in Tscheboksary, Tschuwaschien) war ein sowjetischer Kosmonaut.

## Leben
Nikolajew besuchte eine medizinische Lehranstalt, lernte dann aber Forstwirtschaft in Karelien und legte 1947 eine Prüfung als Forstmeister ab. 1950 wurde er in die Rote Armee einberufen und wurde bis 1954 als Jagdflieger ausgebildet. Er absolvierte die Luftwaffen-Hochschule und die Luftwaffen-Ingenieur-Akademie. Von 1955 bis 1960 diente er in den Einheiten der Luftstreitkräfte.
Im März 1960 wurde er für die Raumfahrt ausgesucht. Er war mit der Mission Wostok 3 vom 11. August 1962 bis zum 14. August 1962 nach Juri Gagarin und German Stepanowitsch Titow der dritte sowjetische Kosmonaut, der in den Weltraum flog. Mit Wostok 3 umkreiste er die Erde vier Tage lang mit 64 Umläufen. Seine Erlebnisse schilderte er in Moskau vor 5000 Journalisten mit seinem Kollegen Pawel Romanowitsch Popowitsch, der einen Tag später mit der Wostok 4 gestartet war. Als Raumschiffkommandant führte er das Rufzeichen Sokol (russisch Сокол, deutsch „Falke“).
Von 1966 an trainierte er für bemannte Mondflüge. Im Jahr 1970 flog er zusammen mit Witali Iwanowitsch Sewastjanow an Bord von Sojus 9 und stellte mit über 17 Tagen einen neuen Langzeitrekord für den Aufenthalt in der Schwerelosigkeit auf.
Nach ihrer Rückkehr zur Erde stellte man bei den Kosmonauten einen erheblichen Schwächezustand fest, ein Phänomen, das später als Nikolajew-Effekt bekannt wurde. Damit stand fest, dass man in einer späteren Raumstation ein geeignetes körperliches Training durchführen musste, um diesem Effekt entgegenzuwirken.

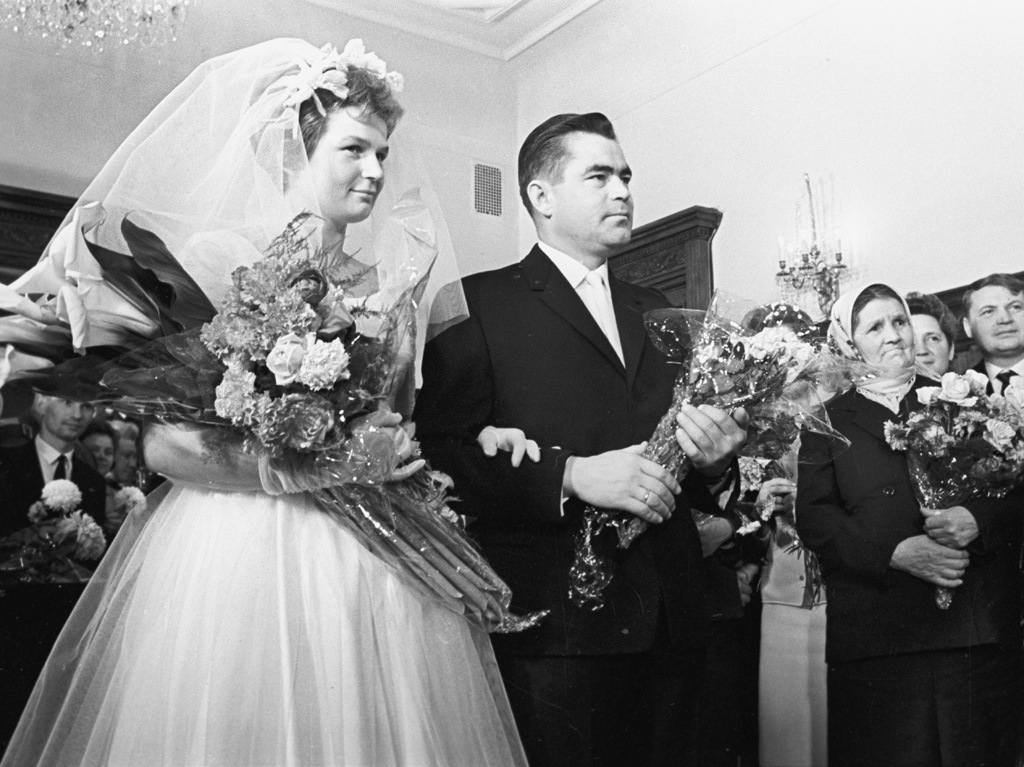
Hochzeit mit Walentina Tereschkowa am 3. November 1963 in Moskau

Nikolajew heiratete 1963 Walentina Tereschkowa (* 1937), die als erste Frau am 16. Juni 1963 in den Weltraum flog und später Mitglied des Obersten Sowjet war. Die Ehe dauerte bis 1982, war aber eine Idee von Chruschtschow als Propagandaaktion. Geheiratet wurde in Moskau. Anschließend durfte das Paar in ein Nobelapartment am Kutusowski-Prospekt ziehen.
Von Juli 1972 bis September 1992 war Nikolajew Erster Stellvertretender Direktor des Juri-Gagarin-Kosmonautentrainingszentrums. Von 1990 bis 1993 war er Abgeordneter im sowjetischen Kongress der Volksdeputierten. 
Zweimal wurde er mit dem Titel Held der Sowjetunion geehrt. Ein Mondkrater wurde nach ihm benannt. Außerdem wurde ihm, unter anderem, der Leninorden und der Orden des Roten Sterns verliehen. 1965 erhielt er die Ehrenbürgerschaft der Stadt Leninakan. Zu seinem 70. Geburtstag kam sogar eine Wodkaflasche mit seinem Porträt heraus. Er starb 74-jährig als Schiedsrichter bei einem heimatlichen Sportfest in Tschuwaschien an Herzversagen.